# Сестре (ТВ серија из 2019)
Сестре (енгл. Kardeş Çocukları) турска је драмска телевизијска серија чија је сценаристкиња Сирма Јаник и режисер Фарук Тебер. Серија се приказивала од 27. јануара до 8. октобра 2019. године на каналу Star TV. Главне улоге тумаче Ајча Бингол, Нур Фетахоглу, Мехмет Аслантуг, Афра Сарачоглу, Чигдем Онат, Енгин Алкан и Мурат Далтабан.
У Србији се приказује од 9. августа 2020. године на каналу Пинк, титлована на српски језик.

## Радња
Радња прати причу о две сестре и мајке, Умран Четин и Умај Карај, које имају различите и одвојене животе. Умран са ћерком Хајат живи у малом, сиромашном селу, док је Умај успела да побегне од таквог живота удавши се за богатог грађевинског предузетника Рашита Караја, са ким је добила ћерку Хајал, те живи у луксузу у Истанбулу. Ипак, Умран и Умај, као и њихове ћерке Хајат и Хајал, веже нераскидива веза, која ће их спојити упркос толико различитим животима које живе.
Пут сестара Умран и Умај раздвојио се пре много година када су се обе заљубиле уистог човека. Када се Умај заљубила у човека ког је њена сестра волела, и завела га, Умран је пресекла све везе са њом. Она никад није опростила ни сестри, ни човеку ког је волела. Међутим, из те Умаијине издаје, родила се Хајат. Након рођења, Умај ју је напустила и отишла у Истанбул за својим сновима, а Умран је морала да прогута понос и постане мајка својој сестричини. Хајат, која је своју тетку сматрала мајком, провела је живот дивећи се богатом и савршеном животу припаднице високог друштва Умај, док је са мајком живи у сиромашној кући, са суровим, насилним очухом Џемалом Четином. Током једне свађе, у покушају да заштити Хајат, Умран ножем убоде Џемала и одлази у затвор. Док је Умран у затвору, Џемал закључава Хајат у подрум, где ју је држао годину дана у нехуманим условима. Када је коначно полиција пронађе и спаси, Хајат предају Умај, као једином преживелом члану породице. Умајин живот се потпуно преокреће када је приморана да своју ћерку, коју је оставила сестри пре толико година, прими у своју кућу и живот као сестричину. 
Мислећи да јој је Умај, којој се дивила годинама, тетка за коју је веровала да је умрла, Хајат сада добија живот који је толико желела. Док Хајат покушава да се навикне на гламурозан живот своје тетке, Умран је пуштена из затвора, одлучна у намери да извуче ћерку из тог лажног света у ком живи. У међувремену, Хајат и Умајина ћерка Хајал стварају посебну, сестринску везу. Иако Умран жели да се са ћерком врати у село у ком су живеле, Хајал не жели да се одвоји од Хајат.
Животи Умран и Умај, које после толико година морају да живе под истим кровом, мењају се заувек када се на њиховом путу појави човек због ког су се окренуле једна против друге, Јилдрим Санер, који је сада успешан доктор.
Са друге стране, историја се понавља, када се Хајал и Хајат заљубе у истог човека – Волкана, младића који је одрастао уз породицу Карај. И то ће, још једном, изазвати неочекиване догађаје који ће им променити судбину заувек!

## Сезоне
| Сезона | Сезона | Број епизода | Приказивање у Турској                     | Приказивање у Србији                          |
| ------ | ------ | ------------ | ----------------------------------------- | --------------------------------------------- |
|        | 1      | 17           | 27. јануар 2019. — 26. мај 2019. ()       | 9. август 2020. — 20. септембар 2020. (Пинк)  |
|        | 2      | 4            | 17. септембар 2019. — 8. октобар 2019. () | 20. септембар 2020. — 4. октобар 2020. (Пинк) |

## Улоге
| Глумац          | Улога          | Епизода |
| --------------- | -------------- | ------- |
| Мехмет Аслантуг | Јилдирим Санер | 1-21    |
| Ајча Бингол     | Умран Четин    | 1-21    |
| Нур Фетахоглу   | Умај Карај     | 1-21    |
| Афра Сарачоглу  | Хајат Четин    | 1-21    |
| Чигдем Онат     | Резан Санер    | 6-19    |
| Мелис Хациц     | Идил Санер     | 6-17    |
| Џем Давран      | Аднан Харманџи | 18-21   |
| Ердем Јилмаз    | Мерт Хамранџи  | 18-21   |
| Енгин Алкан     | Решат Карај    | 1-21    |
| Алара Туран     | Хајал Карај    | 1-21    |
| Мурат Далтабан  | Џемал Четин    | 1-13    |
| Фуркан Андич    | Волкан Демир   | 1-13    |
| Беркај Хардал   | Саваш Еким     | 16-21   |
| Еврим Доган     | Лебриз Карај   | 1-21    |
| Батухан Екши    | Онур           | 1-21    |
| Нилај Ердонмез  | Џансел         | 1-17    |
| Елиф Чакман     | Кевсер         | 1-21    |
| Хандан Јилдирим | Зехра          | 1-21    |